# Labaroche
Labaroche (en welche Lè Barauwtch, en alsacià Barosch) és un municipi francès, situat a la regió del Gran Est, al departament de l'Alt Rin. L'any 2014 tenia 2.221 habitants. Pertany a la zona welche d'Alsàcia.

## Demografia
| 1962  | 1968  | 1975  | 1982  | 1990  | 1999  | 2014  |
| ----- | ----- | ----- | ----- | ----- | ----- | ----- |
| 1.103 | 1.157 | 1.204 | 1.483 | 1.676 | 1.985 | 2.221 |

## Administració
| Període   | Identitat      | Partit |
| --------- | -------------- | ------ |
| 1995-2008 | Yvan Schiele   |        |
| 2008-2014 | Bernard Andrès |        |
| 2014-     | Bernard Ruffio |        |